# Espectre de l'hidrogen

La sèrie espectral de l'hidrogen en una escala logarítmica

Es denomina espectre de l'hidrogen a l'espectre d'emissió electromagnètica pròpia de l'hidrogen. Les longituds d'ona venen determinades per la fórmula de Rydberg. Aquestes línies espectrals observades són degudes als electrons que es mouen entre nivells energètics de l'àtom. Les línies espectrals són importants en astronomia per poder detectar la presència d'hidrogen i per poder calcular els desplaçaments cap al roig.

## Fórmula de Rydberg
Les diferències d'energia entre nivells del model de Bohr –i, per tant, les longituds d'ona dels fotons emesos i absorbits– venen donades per la fórmula de Rydberg:
{\displaystyle {1 \over \lambda }=R\left({1 \over (n^{\prime })^{2}}-{1 \over n^{2}}\right)\qquad \left(R=1.097373\times 10^{7}\ \mathrm {m} ^{-1}\right)}
On n és el nivell d'energia inicial, n′ és el nivell d'energia final i R és la constant de Rydberg. Els valors significatius només s'obtenen quan n és major que n′ i es pren el límit d'u entre infinit com zero.

## Sèries
Totes les longituds d'ona es donen amb fins a 3 xifres significatives.

### Sèrie de Lyman (n′= 1)
| n                       | λ (nm) |
| ----------------------- | ------ |
| 2                       | 121,6  |
| 3                       | 102,6  |
| 4                       | 97,3   |
| 5                       | 95,0   |
| 6                       | 93,8   |
| {\displaystyle \infty } | 91,2   |

La sèrie de Lyman de les línies espectrals de l'àtom d'hidrogen en l'ultraviolat

Aquesta sèrie s'anomena en honor del seu descobridor, Theodore Lyman. Totes les longituds d'ona de la sèrie de Lyman estan a la banda ultraviolada.

### Sèrie de Balmer (n′= 2)

Les quatre línies d'espectre d'emissió visibles de la sèrie de Balmer. H-alfa és la línia vermella de la dreta.

| n                       | λ (nm) |
| ----------------------- | ------ |
| 3                       | 656    |
| 4                       | 486    |
| 5                       | 434    |
| 6                       | 410    |
| 7                       | 397    |
| {\displaystyle \infty } | 365    |

### Sèrie de Paschen (sèrie de Bohr) (n′= 3)
| n                       | λ (nm) |
| ----------------------- | ------ |
| 4                       | 1870   |
| 5                       | 1280   |
| 6                       | 1090   |
| 7                       | 1005   |
| 8                       | 954    |
| {\displaystyle \infty } | 820    |

Les línies de Pasched cauen totes a la banda infraroja.

### Sèrie de Brackett (n′= 4)
| n                       | λ (nm) |
| ----------------------- | ------ |
| 5                       | 4050   |
| 6                       | 2620   |
| 7                       | 2160   |
| 8                       | 1940   |
| 9                       | 1820   |
| {\displaystyle \infty } | 1460   |

### Sèrie de Pfund (n′= 5)
| n                       | λ (nm) |
| ----------------------- | ------ |
| 6                       | 7460   |
| 7                       | 4650   |
| 8                       | 3740   |
| 9                       | 3300   |
| 10                      | 3040   |
| {\displaystyle \infty } | 2280   |

### Sèrie de Humphreys (n′= 6)
| n                       | λ (nm) |
| ----------------------- | ------ |
| 7                       | 12400  |
| 8                       | 7500   |
| 9                       | 5910   |
| 10                      | 5130   |
| 11                      | 4670   |
| {\displaystyle \infty } | 3280   |